# Cliffortia linearifolia
Cliffortia linearifolia là loài thực vật có hoa trong họ Hoa hồng. Loài này được Eckl. & Zeyh. mô tả khoa học đầu tiên.